# إدوارد فولي
إدوارد فولي (بالإنجليزية: Edward Foley)‏ (6 أكتوبر 1851 في المملكة المتحدة - 23 أكتوبر 1923 في المملكة المتحدة) هو لاعب كريكت بريطاني (وحمل سابقاً جنسية المملكة المتحدة لبريطانيا العظمى وأيرلندا). لعب مع نادي مقاطعة ديربيشاير للكريكت ‏.